# Coris julis
Coris julis (Linnaeus, 1758), comunemente conosciuto come donzella o girella  è un pesce osseo marino appartenente alla famiglia dei Labridi, comune nel mar Mediterraneo.

## Descrizione
La donzella ha corpo affusolato, poco compresso lateralmente e con profilo dorsale e ventrale quasi rettilinei; la testa ha forma conica con muso appuntito. La bocca è frontale, di piccole dimensioni e armata di due file di piccoli denti dei quali i quattro più anteriori, sia sulla mascella che sulla mandibola, sono caniniformi e più grandi. Le scaglie sono piccole e mancano sulla testa e alla base delle pinne impari. La pinna dorsale è unica e molto lunga, ha 9 raggi spiniformi morbidi e 12 molli; i 3 raggi anteriori sono allungati nei grandi esemplari maschili. La pinna anale è abbastanza lunga, ha 3 raggi spinosi e 11-12 raggi molli. La pinna caudale è ampia e arrotondata; le pinne pettorali e le pinne ventrali sono di modeste dimensioni. 
Ogni individuo passa nell'arco della vita attraverso due fasi di colorazione: la livrea primaria, che è soprattutto femminile e giovanile, e la livrea secondaria soprattutto maschile e degli esemplari più vecchi. Tuttavia un terzo degli individui in livrea primaria ha gonadi maschili funzionali e un certo numero di individui già in livrea secondaria posseggono ancora ovari funzionali o sono privi di gonadi. La livrea non è dunque un criterio totalmente attendibile per stabilire il sesso degli individui, anche per il fatto che esiste una fase di transizione fra le due livree.
La livrea primaria ha dorso marrone o rossastro con limite inferiore netto che lo separa da una banda bianca sotto alla quale decorre una fascia gialla. Le pinne impari sono di solito giallastre o rossastro aranciato, la caudale può avere colore verdognolo. Può essere presente una macchiolina scura sulla parte alta dell'opercolo branchiale; l'iride dell'occhio è aranciata. La livrea secondaria è caratterizzata da un'ampia fascia ondulata arancio vivo sul fianco, spesso bordata di azzurro. Nella parte inferiore di questa fascia, appena dietro alla pinna pettorale è presente una macchia scura, nera o blu, allungata longitudinalmente; un'altra macchia, piccola ma ben visibile, di colore nero o blu scuro è presente nella parte superiore dell'opercolo. Il dorso può essere scuro, verdastro, bruno o blu; il ventre è di solito bianco ma talvolta giallastro. Le pinne dorsale e anale sono giallastre o aranciate; nella parte anteriore a raggi allungati della dorsale è presente una macchia nera e rossa. L'iride è rossa o arancio.
Raggiunge una lunghezza di 30 cm ma la taglia normalmente non supera i 20 cm.

## Distribuzione e habitat
Questo pesce è diffuso nel mar Mediterraneo, nel mar Nero e nell'oceano Atlantico orientale tra la Svezia (ma è rarissima a nord della Manica) e l'Africa centrale. È una specie comunissima nel Mediterraneo anche se meno abbondante nella parte sudorientale. Non è presente nelle acque delle isole britanniche mentre sembra che esistano piccole popolazioni isolate su alcuni tratti della costa norvegese centro-meridionale.
Popola fondali rocciosi o a posidonia, si può trovare anche in piccoli tratti sabbiosi fra le rocce o su fondi ghiaiosi. È un pesce strettamente costiero: la sua diffusione batimetrica ordinaria va da pochi centimetri a circa 60 metri. I maschi adulti frequentano acque più profonde e durante la stagione fredda può trovarsi anche a oltre 100 metri di fondale.

## Biologia
Può vivere fino a 7 anni.

### Comportamento
Si seppellisce nella sabbia quando è spaventata o di notte. Gli adulti, soprattutto quelli in livrea secondaria, sono solitari e territoriali mentre gli individui in livrea primaria e ancor più i giovanili, mostrano un certo gregarismo. Talvolta agisce come pesce pulitore su pesci più grandi.

### Riproduzione
La donzella è una specie proterogina: gli individui nascono femmine e invecchiando diventano maschi. Gli individui più lunghi di 18 cm sono sempre maschi, il cambiamento della livrea da primaria a secondaria non è però un indicatore attendibile del sesso degli individui. La maturità sessuale è raggiunta a un anno di età e una lunghezza di 6,5 cm. La riproduzione avviene nei mesi di giugno e luglio. Le uova sono pelagiche, sferiche e del diametro di 0,60 mm circa; sono dotate di una gocciolina oleosa per favorire il galleggiamento. Le larve appena schiuse misurano circa 2,5 mm.

### Alimentazione
Si nutre di alghe, crostacei (anfipodi, copepodi isopodi, gamberetti), echinodermi (ricci di mare), policheti, molluschi (bivalvi, gasteropodi, cefalopodi) e altri invertebrati marini.

## Pesca
Generalmente non è soggetto a pesca specifica vista la scarsa qualità delle carni, adatte solo a zuppe di pesce (ad esempio il cacciucco livornese), abbocca comunque voracemente a esche animali di ogni tipo causando spesso non poco disturbo a chi si vuole dedicare alla pesca di specie più pregiate.

## Acquariofilia
Si tratta di una delle specie di pesci più comunemente ospitate negli acquari mediterranei.

## Tassonomia
In passato gli individui in livrea primaria sono stati considerati specie a sé stante denominata Coris giofredi, binomio caduto in sinonimia con C. julis.

## Conservazione
La specie è abbondante e molto diffusa nell'areale e in espansione in alcune aree del Mediterraneo settentrionale come il golfo del Leone. Le popolazioni sono stabili o in incremento, la pesca non significativa e non ci sono particolari cause di minaccia, Per questo la IUCN classifica la specie come "a minor rischio", la classe più bassa di minaccia.

## Riferimenti nella cultura di massa
A tale specie fa riferimento il titolo del film Viola di mare, di Donatella Maiorca (2009).